# Jacob de Bucquoy
Pour les articles homonymes, voir Bucquoy (homonymie).
Jacob de Bucquoy (ou Jakob), né le 26 octobre 1693 et mort le 15 août 1772, était un hydrographe et cartographe des Pays-Bas. Il travaille initialement comme cartographe en Europe puis à partir 1720 travaille pour la Compagnie néerlandaise des Indes orientales (aussi connue par VOC).
Il se rend d'abord au Cap de Bonne-Espérance, mais en cartographiant un rio près de Goa, il se fait capturer par les pirates La Buse et John Taylor. Pendant plusieurs années il produit un remarquable travail de cartographie et d'ethnologie notamment sur Madagascar.
En 1735, il regagne les Pays-Bas où il enseigne la géographie.

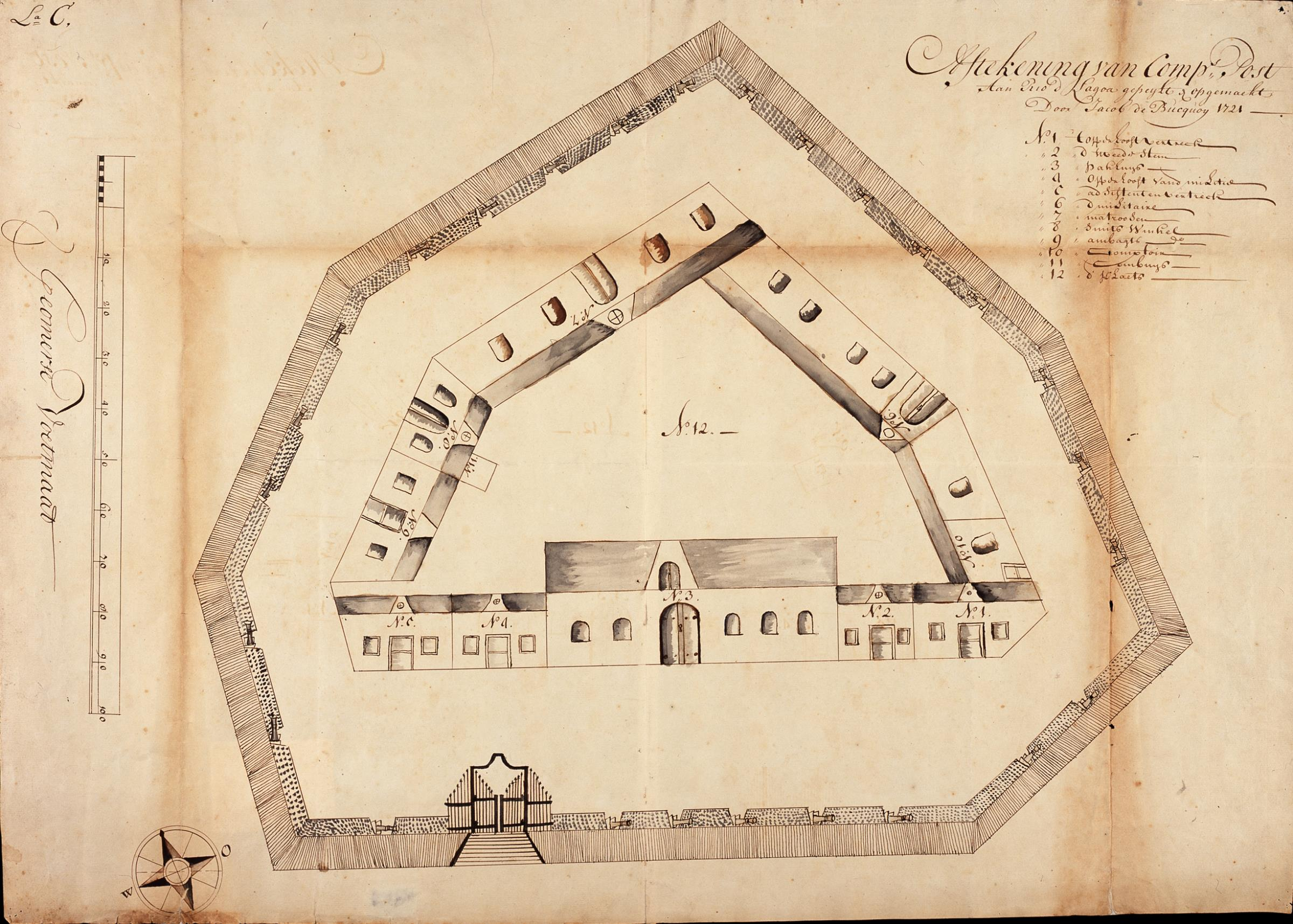
Poste de la VOC à Rio de Lagoa au Mozambique (1721).
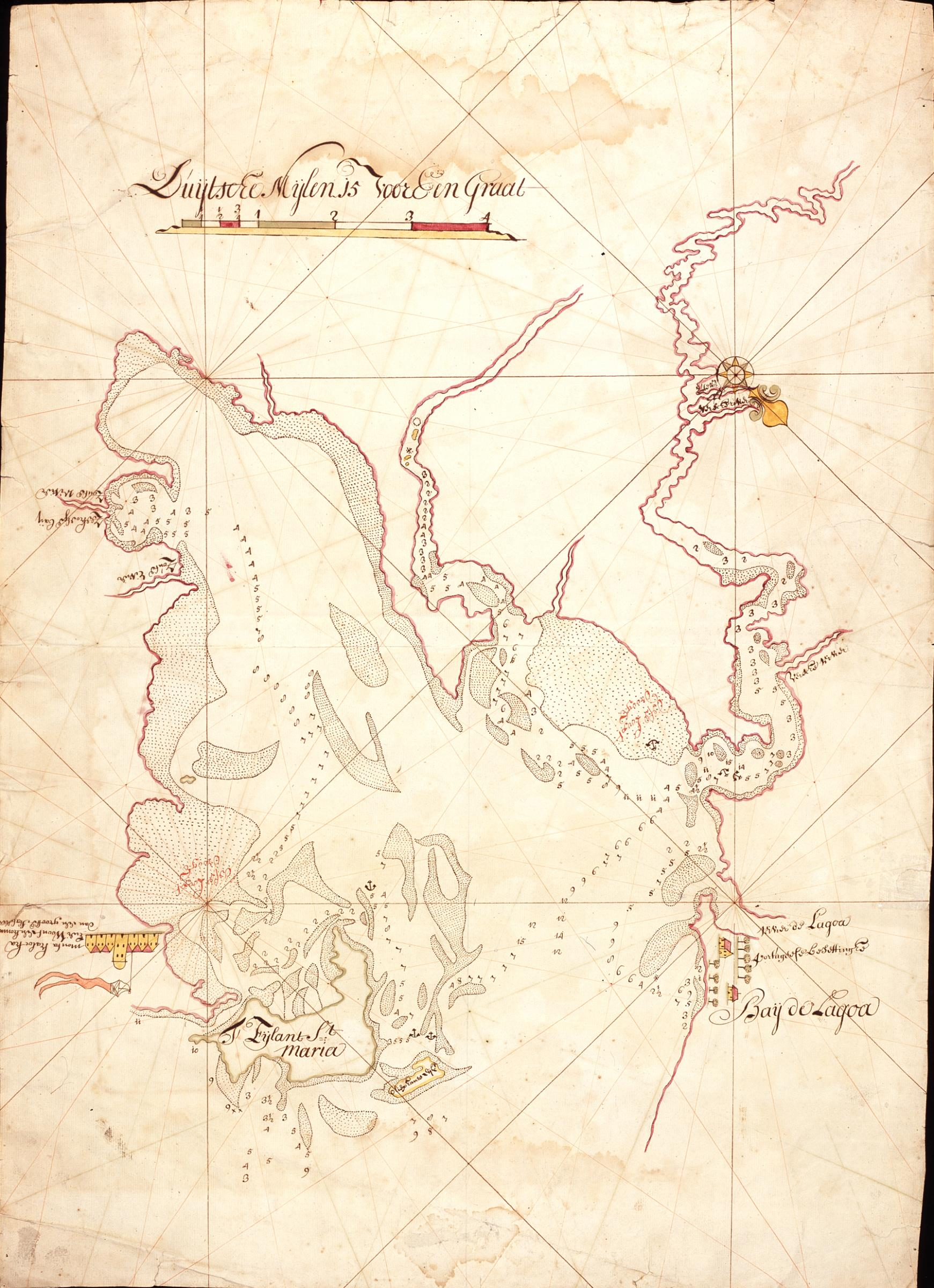
Carte de la baie de Lagoa.